# Meticilină
Meticilina este un antibiotic din clasa penicilinelor. Era utilizat în tratamentul unor infecții bacteriene, dar a fost retras din terapie. Prezintă totuși importanță crescută deoarece este considerat a fi standardul pentru rezistența la beta-lactamine a stafilococului auriu (MRSA).